# Storms in Africa
"Storms in Africa" er en sang af den irske singer-songwriter Enya, der blev indspillet til hendes andet studiealbum Watermark (1988). En omarrangeret version med engelsk tekst kaldet "Storms in Africa (Part II)" blev inkluderet i nogle af de senere udgaver af Watermark, og udgivet som single i juni 1989. Den nåede nummer 41 på UK Singles Chart.
Sangen var inkluderet på soundtracket til filmen Green Card (1990). I en perioden brugte det australske flyselskab Ansett Airlines sangen som deres tema inden kollapset i 2001.
Ned Raggett fra AllMusic skrev at "Storms in Africa" bruger trommerne fra Chris Hughes "for at tilføje forståelse, stemningsfuldt ild i sangen, der helt klart lever op til sit navn."

## Spor
| #  | Titel                 | Længde |
| -- | --------------------- | ------ |
| 1. | "Storms in Africa II" | 3:02   |
| 2. | "Storms in Africa I"  | 4:02   |

12" vinyl and CD B-sides
| #  | Titel       | Længde |
| -- | ----------- | ------ |
| 1. | "The Celts" | 2:56   |
| 2. | "Aldebaran" | 3:05   |

## Hitlister
| Hitliste (1989)                                  | Højeste placering |
| ------------------------------------------------ | ----------------- |
| Irland (IRMA)                                    | 12                |
| Storbritannien Singles (Official Charts Company) | 41                |